# Raggruppamento Popolare Ortodosso
Il Raggruppamento Popolare Ortodosso o Raduno Popolare Ortodosso (in greco: Λαϊκός Ορθόδοξος Συναγερμός - ΛΑ.Ο.Σ., Laikós Orthódoxos Synagermós; IPA: [leˈkos orˈθoðoksos sinaʝerˈmos], LA.O.S.) è un partito politico d'ispirazione ortodossa, assimilabile al conservatorismo nazionale, fondato nel 2000 in Grecia.
Esso presenta un carattere nazionalistico accentuato; i temi principali sui quali si esprime sono l'immigrazione clandestina, l'istruzione, la politica estera e la riduzione delle tasse alle piccole e medie imprese.

## Storia

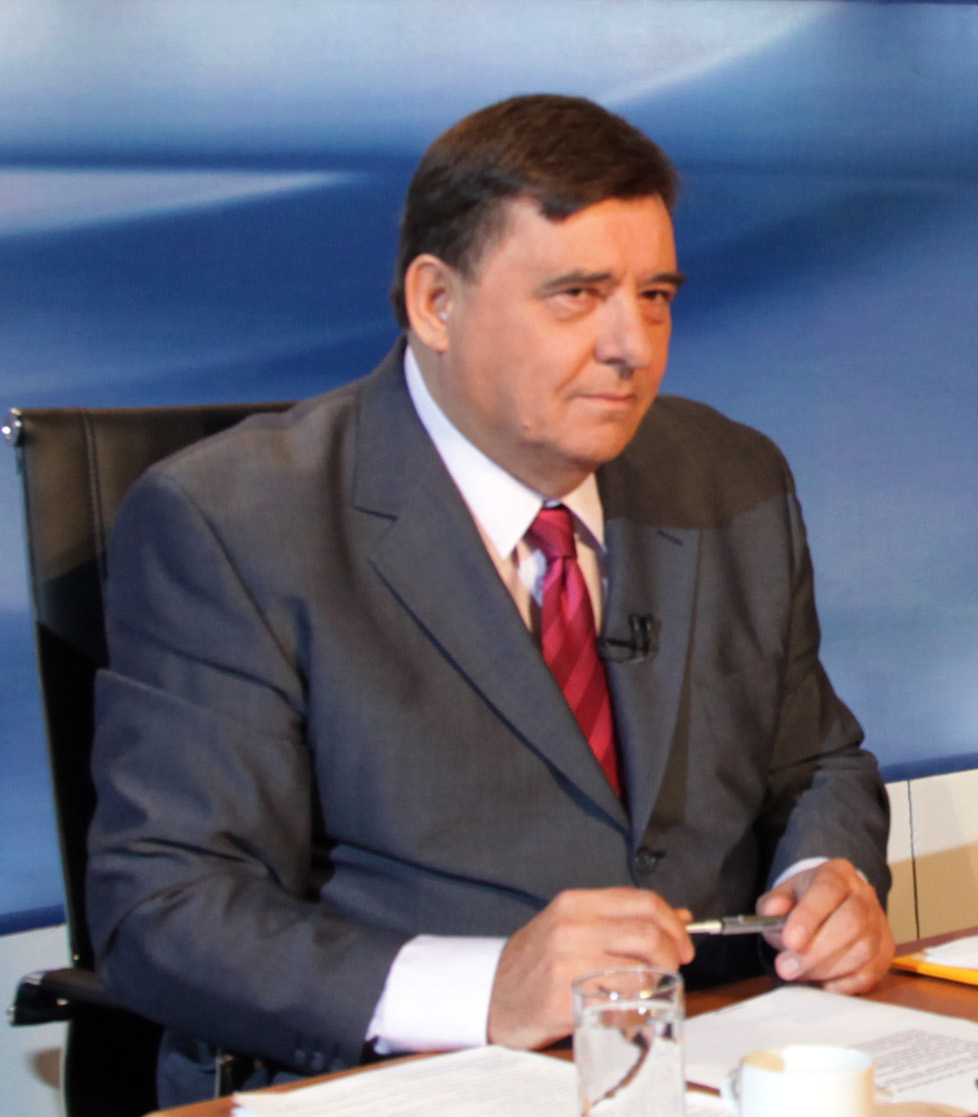
Il leader del partito, Georgios Karatzaferis

Il partito viene alla luce dopo l'esclusione di Georgios Karatzaferis da Nuova Democrazia. Esso si presenta per la prima volta alle elezioni parlamentari del 2004, ottenendo il 2,2% e nessun seggio.
Nelle successive elezioni parlamentari del 2007, il LA.O.S. ottiene il 3,8% e dieci deputati al Parlamento. Alle politiche del 2009 ottiene il 5,6% e 15 deputati. Un'ulteriore crescita si è verificata in occasione delle elezioni europee del 2009, allorché il partito ottiene il 7,1% dei voti ed elegge due europarlamentari.
Nel governo di unità nazionale nato nel novembre 2011 conta quattro ministri, che si dimettono il 10 febbraio 2012.
Alle elezioni parlamentari del maggio 2012 il partito ottiene il 2,89% (scendendo di quasi tre punti) e non eleggendo alcun parlamentare. Alle elezioni parlamentari tenutesi un mese dopo, i consensi al partito scendono all'1,58%.
Alle elezioni europee del 2014 il partito ottiene il 2,7% non eleggendo nessun eurodeputato.
Alle elezioni parlamentari del gennaio 2015 il partito raccoglie l'1,03%, restando ancora senza rappresentanza parlamentare.
Nel 2017 il deputato Nikos Michos abbandona Alba Dorata e aderisce al LAOS, che ritorna in Parlamento dopo cinque anni di assenza.